# Puntlândia
Puntlândia (em somali: Dawlad Goboleedka Puntland Soomaliya, "Estado da Somália de Puntlândia") é uma região do nordeste da Somália, com capital em Garoowe (região de Nugaal), cujos líderes em 23 de julho de 1998 declararam ser um estado autônomo. O governo atual aparentemente encara este gesto como uma tentativa de reconstituir a Somália como uma república federativa. Diferentemente da vizinha Somalilândia, não parece estar buscando uma independência direta da Somália. O nome é derivado da Terra de Punt, mencionada por fontes do Egito Antigo e que alguns acreditam haver existido no que agora se constitui na Somália.

## História
A autonomia da Puntlândia se deve principalmente à organização rebelde Frente Democrática da Salvação Somali (SSDF), do clã Majerteen. O grupo lutava contra o governo autoritário da Somália, liderado por Siad Barre, no nordeste da Somália, desde 1982 e assumiu o controle da região em 1988.
Em 1998, o SSDF organizou uma reunião de representantes do clã em Garoowe, onde concordaram em criar uma administração regional autônoma. O modelo para isso foi a Somalilândia, que é efetivamente independente da Somália desde 1991 e estabeleceu um sistema democrático relativamente estável. Entretanto, diferentemente da Somalilândia, o líder do SSDF e presidente da Puntlândia, Abdullahi Yusuf Ahmed, não pretendia a independência permanente, mas sim a reconciliação e a reconstrução da Somália.
Quando surgiu um confronto entre o presidente Yusuf e o parlamento do autoproclamado estado de Puntland em 2001 sobre os apelos por novas eleições, este último substituiu Yusuf em 14 de novembro de 2001 por seu mais feroz oponente político doméstico, Jama Ali Jama de Bosaso (no norte da Puntlândia). Por trás dessa luta pelo poder estava o governo de transição da Somália, formado em 2000, que queria impedir uma guerra em duas frentes contra uma aliança de separatistas de Puntland com senhores da guerra da oposição no sudoeste da Somália. Apenas uma semana depois, Yusuf, que inicialmente havia recuado para Gaalkayo, no sul da Puntlândia, retornou à capital Garoowe à frente de tropas leais e se declarou contrapresidente.
Isso foi possível graças à ajuda militar direta de milhares de etíopes enviados por Adis Abeba para reforçar a luta contra o governo de transição somali. A Etiópia já havia intervindo na guerra civil somali em diversas ocasiões e, entre outras coisas, apoiou a secessão da Puntlândia em 1998 porque temia uma Somália forte e unida por causa de suas reivindicações territoriais. Em 2003, o representante e sucessor de Jama concordou com um cessar-fogo, e Yusuf, em troca, concordou com um acordo de partilha de poder. Entretanto, como Jama havia se retirado temporariamente para a região fronteiriça de Sanaag, que na verdade fica fora da Puntlândia, um confronto armado com a Somalilândia também ocorreu ao longo da fronteira entre as duas repúblicas separatistas no início de 2004. A fronteira entre o resto da Somália e a Puntlândia também não é definida com precisão.
Em uma conferência de paz pan-somali no Quênia (sem a participação da Somalilândia) no final de 2004, o governo de transição se reconciliou com a maioria dos senhores da guerra. A Puntlândia também se juntou ao governo de transição, e Abdullahi Yusuf Ahmed se tornou o novo presidente interino da Somália, cargo que ocupou até o final de 2008. A região continua lutando pela autonomia e se vê como um estado autônomo da Somália.
Em agosto de 2006, a Puntlândia foi temporariamente assediada pelo Conselho Supremo das Cortes Islâmicas do sul. Em 16 de agosto, capturaram as cidades portuárias da Óbia, Harardhere e Eldhere. No mesmo ano, Galmudug declarou unilateralmente independência da Somália e de Puntlândia.
No final de 2008, a pirataria na Somália, originada principalmente em Puntlândia, ganhou as manchetes. A Puntlândia agora introduziu a pena de morte para piratas, mas isso não os impede.
Nas eleições presidenciais do início de 2009, o parlamento elegeu o líder da oposição Abdirahman Mohamed Farole como o novo presidente. Sob Farole, iniciou-se um processo de democratização que culminou na adoção de sua própria constituição em 18 de abril de 2012. De acordo com ela, a Puntlândia deveria atuar como um estado independente até que uma constituição pã-somali fosse adotada por referendo. Desde 12 de setembro de 2012, os partidos podem ser registrados oficialmente, o que representa uma inovação no sistema político. 
Em 8 de janeiro de 2014, Abdiweli Mohamed Ali foi eleito o novo presidente da Puntlândia. Ali foi primeiro-ministro da Somália entre 2011 e 2012.
Em 31 de julho de 2014, a Puntlândia anunciou que cortaria todas as relações com o Governo Federal da Somália. Esta é uma reação à formação de um novo estado federal da Somália no território das regiões de Mudug e Galguduud. Como a Puntlândia controla o norte de Mudug, seu governo considerou a reivindicação do governo central sobre toda a região injustificada. Após negociações, foi concluído um acordo em Garowe em 14 de outubro de 2014, que garante que o norte de Mudug continue a fazer parte da Puntlândia. O acordo também incluiu o estabelecimento de um exército conjunto.  As negociações sobre a integração de Puntlândia como um estado federal no estado somali continuaram em abril de 2015.
Em 8 de janeiro de 2019, Said Abdullahi Deni venceu a eleição presidencial. Ele substitui Abdiweli Mohamed Ali após 5 anos no cargo.
Em abril de 2024, a Puntlândia anunciou que se retiraria das instituições federais da Somália diante de uma disputa sobre emendas constitucionais somalis, consideraria a constituição transitória de 2012 inválida e operaria como um estado funcionalmente independente com base na constituição da Puntlândia de 2009.

## Demografia
A população do estado está estimada em 2,4 milhões de habitantes, dos quais 65% são nômades. A população tem crescido bastante ultimamente devido ao fluxo de refugiados de guerra do sul da Somália e países vizinhos.
Atualmente, 30% da população vive nas cidades de Bosaso, Gardo, Las-Anod (a partir de 15 de outubro de 2007 sob controle da Somalilândia), Garoowe e Gaalkacyo.
Aproximadamente 70% da população possui menos de 30 anos.
O islamismo é a religião oficial, praticamente toda a população segue o ramo sunita.
A língua oficial é o somali e o árabe. O inglês e o italiano são também bastante falados na Puntlândia.
Estimativas 2005/2006. Fonte: site oficial de Puntland

## Regiões

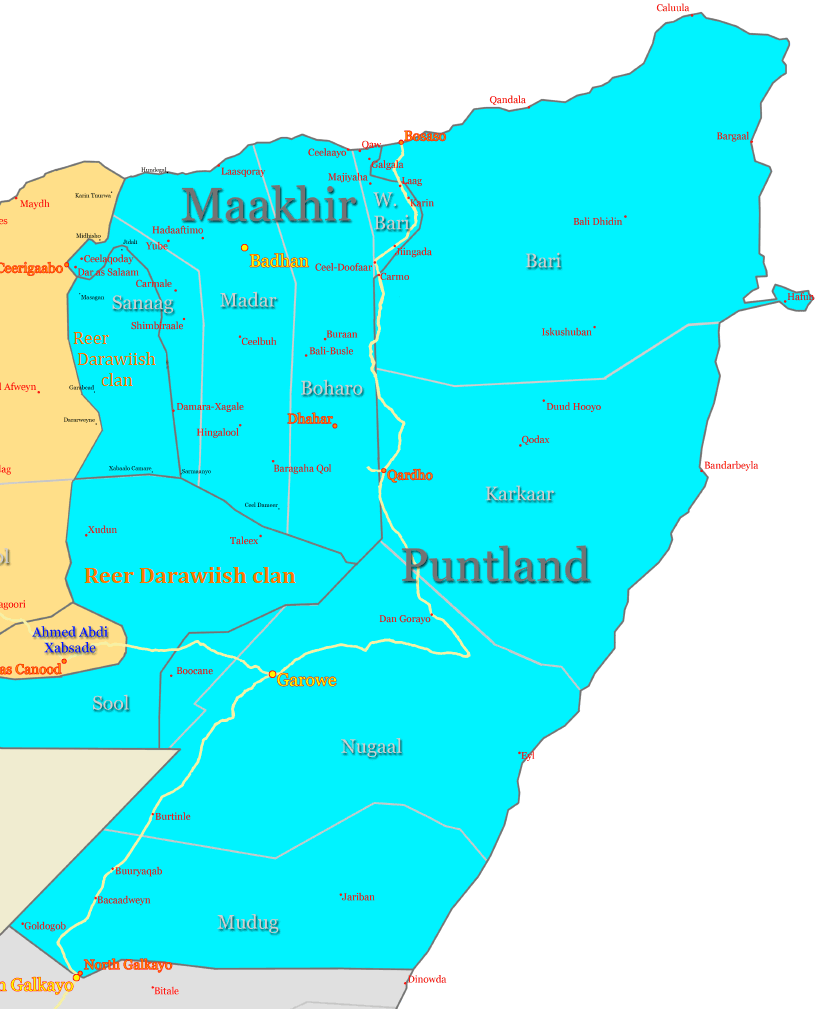
Mapa de Puntland e regiões sob seu controle

De acordo com o governo da Puntlândia, o estado autônomo possui 212 510 km² e é composto por 7 regiões, quatro estão sobre seu controle e três encontram-se em disputa:
- Regiões sob o controle da Puntlândia:

1. Sanaag - corresponde, aproximadamente, a metade leste da região somali de Sanaag. Em disputa com a Somalilândia.
2. Karkaar - corresponde a parte sul da região somali de Bari;
3. Nugaal - coincide com a região somali de mesmo nome;
4. Bari - corresponde a parte norte da região somali de Bari;

- Regiões reivindicadas pela Puntlândia:

1. Ayn - pequena área no sudeste da região somali de Togdheer. Em disputa com a autoproclamada Somalilândia;
2. Mudug - corresponde a parte norte e oeste da região somali de Mudug. Inicialmente este território estava em disputa com a Somalilândia, atualmente é ocupada pelo autoproclamado autônomo estado de Maakhir;
3. Sool - coincide com a região somali de mesmo nome. Em disputa com a Somalilândia.